# Liste der Biografien/Chae
Liste der Biografien |
Portal Biografien |
Personensuche
# |
A |
B |
C |
D |
E |
F |
G |
H |
I |
J |
K |
L |
M |
N |
O |
P |
Q |
R |
S |
T |
U |
V |
W |
X |
Y |
Z |
?
 
Ca |
Cb |
Cc |
Ce |
Ch |
Ci |
Cj |
Ck |
Cl |
Cm |
Cn |
Co |
Cr |
Cs |
Ct |
Cu |
Cv |
Cw |
Cy |
Cz
 
Cha |
Chb |
Che |
Chh |
Chi |
Chk |
Chl |
Chm |
Chn |
Cho |
Chr |
Cht |
Chu |
Chv |
Chw |
Chy
 
Chaa |
Chab |
Chac |
Chad |
Chae |
Chaf |
Chag |
Chah |
Chai |
Chaj |
Chak |
Chal |
Cham |
Chan |
Chao |
Chap |
Chaq |
Char |
Chas |
Chat |
Chau |
Chav |
Chaw |
Chay |
Chaz
Die Liste der Biografien führt alle Personen auf, die in der deutschsprachigen Wikipedia einen Artikel haben. Dieses ist eine Teilliste mit 18 Einträgen von Personen, deren Namen mit den Buchstaben „Chae“ beginnt.

## Chae
- Chae, Hui-jong (1924–2013), nordkoreanischer Politiker
- Chae, Ji-hoon (* 1974), südkoreanischer Shorttracker
- Chae, Jin-soo (* 1958), koreanischer Organist und Hochschullehrer
- Chae, Jung-an (* 1977), südkoreanische Schauspielerin und Sängerin
- Chae, Kyu-Hyun (* 1970), südkoreanischer Physiker
- Ch’ae, Man-sik (1902–1950), südkoreanischer Autor
- Chae, Min-seo (* 1981), südkoreanische Schauspielerin
- Chae, Sang-woo (* 1999), südkoreanischer Schauspieler
- Chae, Soo-bin (* 1994), südkoreanische Schauspielerin
- Chae, Yoo-jung (* 1995), südkoreanische Badmintonspielerin

### Chaef
- Chaefchufu, altägyptischer Prinz

### Chaem
- Chaemtir, altägyptischer Schatzhausvorsteher
- Chaemwaset, altägyptischer Wesir der 20. Dynastie
- Chaemwaset, Sohn von Ramses III.
- Chaemwaset († 1225 v. Chr.), Sohn von Ramses II. und Hoherpriester von Memphis

### Chaer
- Chaerea, Cassius († 41), Prätorianertribun, organisierte Caligulas Ermordung
- Chaerels, Julien (* 1908), belgischer Radrennfahrer

### Chaey
- Chaeyoung (* 1999), südkoreanische Sängerin und Mitglied der Girlgroup TwiceChaeyoung (* 1999)

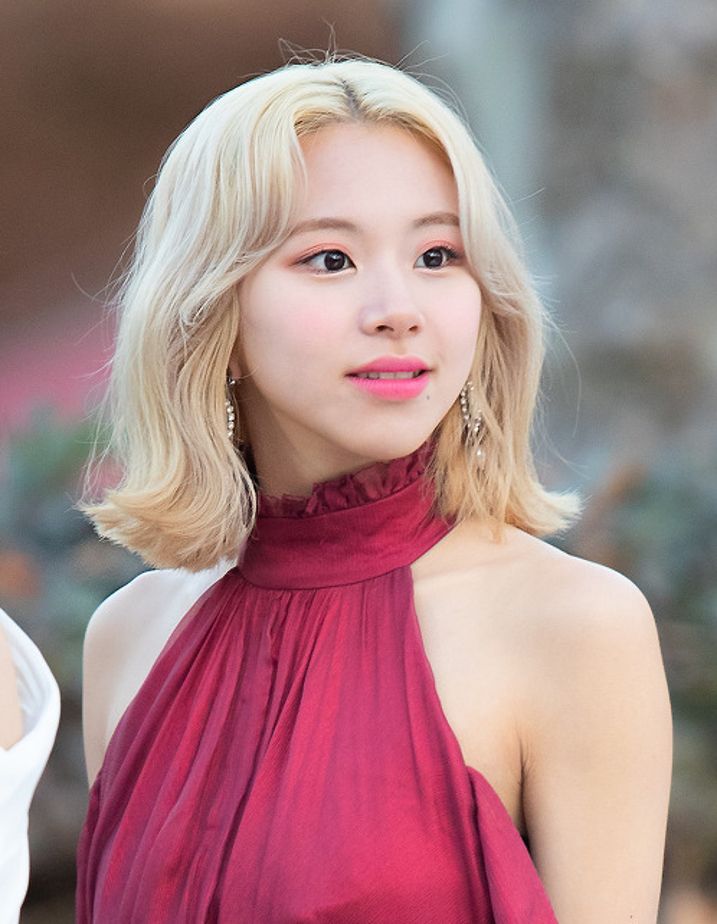
Chaeyoung (* 1999)